# Игор Маројевић
Игор Маројевић (Врбас, 1968) српски је писац.

## Биографија и рад
Дипломирао је Српски језик и књижевност на Филолошком факултету у Београду. Првих година 21. века живео је у Барселони, где је студирао мастер из Светске књижевности и теорије књижевности на универзитету Autónoma (UAB).
У новели „Обмана Бога“ је писао о самоубиству кроз параноичну тачку гледишта. Издање новеле на шпанском и португалском језику претрпело је ауторске промене структуре текста, којима је Маројевић подвргнуо, у њиховим потоњим издањима, и романе „Двадесет четири зида“, "Жега" и "Шнит". У свом првом роману "Двадесет четири зида" говори о сиди, односно угроженим мањинама, што је у суштини главна тема Маројевићеве прозе. Тачније то је бављење индивидуалцем угроженим агресивним колективом, било да га од колектива дели припадност здравственој мањини као у његовом првом роману, или мировно опредељење у ратним условима као у роману „Жега“ (кроз визуру болесног и сенилног наратора који прича о зеленашко - бјелашком сукобу у Црној Гори и о Београду првих деценија 20. века) и „Шнит“ (где кроз симулацију разних новинских форми пише о Земуну у НДХ, док је један од главних јунака Хуго Бос, историјски познат по томе што је осмислио и шио црне SS униформе) па и "Мајчина рука" (треће дело из предвиђеног етно - петокњижја "Етнофикција" где кроз визуру јуноше заљубљеног у исто време у две Немице приповеда о страдању подунавских Шваба у Војводини између 1944. и 1948). Роман "Остаци света", четврти део "Етнофикције", препознат је широко, својеврсним консензусом српске критике која му је доделила чак пет књижевних признања, као сасвим нова врста наратива, са оригиналним поступком уланчаног сказа у којем где један приповедач стане са причом, други је преузима на истом месту, као своју, и тако настаје road movie шетња кроз историју двадесетог века, од Шпанског грађанског рата, преко илегалног дејства комуниста у Краљевини Југославији, Јасеновца и Блајбурга до Сребренице и НАТО бомбардовања СР Југославије.
У савременијим наративима пише о индивидуалистичним јунацима који се у XXI веку не сналазе у међуљудским, претежно мушко-женским односима. У такве књиге спадају, пре свега, романи из "Београдског петокњижја": "Двадесет и четири зида", „Партер“, "Праве Београђанке" и "Туђине", као и збирка прича "Београђанке" у којој Маројевић приповеда из визуре осам јунакиња. Књига је награђена са два признања али, иако писана у мање комерцијалном жанру, објављена је у шест издања. Примећено је да "Одавно једна збирка приповедака није привукла толико пажње као што је пошло за руком Београђанкама Игора Маројевића". У његове наративе из савремености спадају, између осталог, и "Роман о пијанствима" и књига прича "Медитерани". Збирка "Све за лепоту" је избор његових прича, дописаних, по ауторовој тврдњи, где је требало, за појам лепоте, па је тако у питању неформални роман о савремености чији је главни јунак лепота, књига се затвара ипак циклусом историографских приповедака "Смрти познатих", у којој се налази и "Сликописање", за коју је аутор овенчан "Андрићевом наградом". Његова последња књига, "Гранична стања" се одвија добрим делом на границама, углавном држава бивше Југославије, и кроз јунаке којим делом пате од психијатријских стања која су на рубу психозе и неурозе. И поред њене усмерености на савременост, има аутора која доживљавају "Гранична стања" као својеврсно објашњење патологије и зла описаних у деловима претходне две књиге: "Све за лепоту" и, пре свега, роману "Остаци света" те да са ова два наслова "Гранична стања" у том смислу чине својеврсну трилогију. Осим тога, Маројевић је својом књигом новела створио својеврстан лук до својих прозних почетака, објављених новелом "Обмана бога".
Маројевић је по неким критичарима зачетник тзв. кртог реализма а свакако јесте етнофикције, поетике назване по његовом петокњижју у настајању, чији поједини делови су утицали на поједине млађе српске ауторе. У свом најзначајнијем роману, "Константиново раскршће", Дејан Стојиљковић нуди сличан, аисторијски третман историје која по етнофикцији мора бити пука грађа за прозно поигравање историјом која у том смислу треба да служи књижевности а не обратно. Стојиљковићев роман доноси омаж Маројевићевом роману "Шнит". Маројевић је свакако један од зачетника дигиталног реализма чије прво дело по тренутку објављивања јесу књига прича "Београђанке" а друго "ПР" Александра Илића, који је коначни творац појма дигитални реализам. Уз Маројевићеву прозу се помињу и одреднице неореализам, транс, снајперска проза, генерација микс.
По његовом првом роману играна је истоимена позоришна адаптација у Београдском драмском позоришту 2003. године. Његов први комад „Номади“, написан изворно на шпанском кao Los nómadas извођен је у Шпанији у продукцији барселонског Института за театар 2004. на каталонском а његова српска верзија, ауторски превод комада, извођена је под насловом „Тврђава Европа“ у продукцији БЕЛЕФ - а 2008. Други ауторов комад "Бар сам свој човек" (продукција БДП, 2009-2011, награда "Татјана Лукјанова" за режију) доживео је успех код публике која га и данас високо котира.
Члан је Српског ПЕН центра (од 2000), Српског књижевног друштва (од 2001, један од оснивача), Каталонског ПЕН центра (PEN català, од 2002) и Удружења књижевних преводилаца Србије (од 2022).
Живи у Земуну.

## Награде
- Награда „Борислав Пекић”, за синопсис - и одломак - романа Жега, 2000.
- Награда „Стеван Пешић”, за роман Жега, 2005.
- Награда „Десимир Тошић”, за збирку есеја Кроз главу, 2012.
- Награда „Водич за живот”, за књигу прича Београђанке., 2014.[5]
- Награда „Карољ Сирмаи”, за књигу прича Београђанке, 2015.
- Награда „Троношки родослов”, за роман Остаци света, 2020.
- Награда „Соларисова књига године”, за роман Остаци света, 2020.
- Награда „Меша Селимовић”, за роман Остаци света, 2021.
- Награда града Београда „Деспот Стефан Лазаревић”, за роман Остаци света, 2021.
- Награда „Златни беочуг”, за трајни допринос култури града Београда, 2021.[6]
- Награда "Неки рок", за роман Остаци света, 2022.[7]
- Андрићева награда, за приповетку „Сликописање” из књиге Све за лепоту, 2022.
- Награда „Златни сунцокрет”, за збирку прича Гранична стања, 2024.[8]

## Објављена дела

### Романи
- Двадесет четири зида (Стубови културе 1998, Лагуна 2010)
- Жега (Стубови културе 2004, Лагуна 2008).
- Шнит (Лагуна 2007, 2008, Књигомат Загреб 2014)
- Партер (Лагуна, 2009, два издања)
- Мајчина рука (Лагуна, 2011, два издања)
- Праве Београђанке (Лагуна, 2017)
- Туђине (Лагуна, 2018)
- Роман о пијанствима (Лагуна, 2019)
- Остаци света (Дерета, 2020, 2022)

### Књиге прича и приповедака
- „Трагачи“ (Стубови културе, 2001)
- „Медитерани“ (Лагуна, 2006, 2008)
- "Београђанке" (Лагуна, 2014, шест издања)
- "Све за лепоту" (Дерета, 2021; коначне верзије изабраних прича, међу којима и раније необјављиваних

### Новела и збирка новела
"Обмана бога" (Стубови културе 1997)
"Гранична стања" (Дерета, 2023)

### Књига драма
- "Номади" (Штампар Макарије, 2023)

### Књигe есеја
- "Кроз главу" (социокултурни; Досије, 2012)
- "Претече: похвала претенциозности" (књижевни; РТС, 2023)

### Извођене драме
- "Двадесет четири зида", адаптација романа, Београдско драмско позориште, 2003-2004.
- "Еls nòmades", као каталонски превод драме са шпанског (у оригиналу Los nómadas), Institut del teatre, 2004, премијера изведена у Тераси, позоришном граду близу Барселоне.
- "Тврђава Европа", ауторски превод шпанске драме на српски, БЕЛЕФ, Београд 2008.
- "Бар сам свој човек, БДП, 2019-2011, награда за режију: Татјана Лукјанов.
- Радован 2013, по мотивима истоимене драме, СКЦ Нови Сад 2013.

## Преводи
Новела „Обмана Бога“ преведена је на шпански и португалски, роман "Шнит" и "Партер" на шпански, комад „Номади“ на каталонски са шпанског, на којем је писан (а потом је преведен на српски и изведен на том језику), а збирка прича „Трагачи“ и "Београђанке" на македонски језик, док је потоња збирка преведена и на мађарски, украјински и словеначки. "Медитерани" су преведени на словеначки, на који је преведена и "Мајчина рука"  (такође на македонски,  https://www.literatura.mk/BookDetails.aspx?Pr=13046 Arhivirano ). Маројевићеве приче су заступљене у антологијама српске/бивше југословенске/европске прозе или књижевности на немачком језику, шпанском, италијанском, чешком и македонском и изборима на словеначком, бугарском, украјинском, пољском, бугарском, грчком и мађарском. Приче и есеји објављивани су му и на енглеском и данском језику.
Са шпанског је, између осталог, преводио прозне књиге Ане Марије Матуте, Кларе Усон, Хорхеа Ибаргуенгоитије, Рамона дел Ваље-Инклана (роман "Тиранин Бандерас"), Пија Барохе, Макса Ауба, Алберта Мендеса, Роберта Болања (четири књиге) и Енрикеа Вила-Матаса а са каталонског прозне књиге Мерсе Рудуреде, Жусепа Пла и Кима Монсоа.

## Заступљеност у антологијама и пробраним изборима
- Прича Kazenski strel, y YU Blok (приредио Алеш Чар) на словеначком, Aпокалипса, Љубљана, 51-52, 2002.
- Прича Racconto prevedibile, soddisfatto, у антологији српске приче на италијанском језику: Casablanca serba (прир. Никол Јанигро), Feltrinelli, Милан, Италија 2003.
- Приче "Пераст" и "Војна за честа на Моана Поци" у: "Бизарни раскази" (прир. Татјана Росић), антологија савремене српске приче на македонском, Maгoр, Скопље, 2003.
- Прича La guerra por el honor de Moana Pozzi у избору савремене српске прозе и поезије на шпанском језику (прир. Едуардо Халфон), Carátula, Гватемала, 06/2005.
- Прича Znamení y Ztracen v samoobsluze, у антологији савремене српске приче на чешком (прир. Татјана Мицић), IP Bělehrad, 2007.
- Прича Die goldenen Jahre des Jugo-Films у Die tragische Intensität Europas, зборнику српске прозе и поезије у рецепцији Петера Хандкеа (прир. Жарко Радаковић, Das Schreibheft 71, 2008).
- Прича "Пераст" и есеј Ankleben verboten! у избору савремене српске књижевности на немачком (прир. Изабел Купски и Драгослав Дедовић), Neue Rundschau, Франкфурт, 3/2010,
- Прича Der Krieg um die Ehre der Moana Pozzi y антологији савремене српске приче на немачком језику Der Engel und der rote Hund (прир. Ангела Рихтер), Noack & Block, Берлин, Немачка, 2011.
- Weihnachtsurlaub, прича y Hotel Europa (прир. Илма Ракуса&Михаел М. Тос), aнтологији савремених европских есејиста и приповедача на немачком, Wunderhor, Хајделберг, Немачка, 2012.
- Könyvelés, одломак романа у E-szerelem (прир. Корнелија Фараго), антологији савремене српске књижевности на мађарском, Forum Könzvkiadó Нови Сад 2012.
- Приче "Пример чојства" и "Пример јунаштва" у антологији приповедача из бивше Југославије "Генерација 23" (прир. Александар Гаталица), Блиц, Београд 2014.
- Прича Léta jsou beztak únavná y Odkud vítr vane (прир. Јиржи Нашинец), антологији савремених јужноисточноевропских прича на чешком, Univerzita Karlova, Nakladatelství Karolinum, Праг 2016.
- Schnitt, одломак романа, у антологији савремене источноевропске књижевности на пољском (“lewator, Szczecin 2018, 24, 2/ 2018, прир. Павел Новаковски).
- Прича "Пераст" (у антологији “Нови врхови: антологија постмодерних прича генерације 60-их и 70-их" у контексту српске књижевности, часопис "Прича", Београд 51, III 2021, прир. Васа Павковић и Славољуб Марковић).